# Christian Karlsson
Christian Karlsson (født: 20. september 1969) er en svensk forhenværende professionel fodboldspiller. 
Han blev valgt som årets spiller i EfB i sæsonen 2001/2002.

Klubber
- Vellinge IF
- Trelleborgs FF
- 19??-1998: Malmö FF
- 1998-2000: IFK Göteborg
- 2000-2002: Esbjerg fB (53 kampe, 7 mål)
- 2002-2004: AB (42 kampe, 1 mål)